# Luan Peres
Luan Peres Petroni (ur. 19 lipca 1994 w São Caetano do Sul) – brazylijski piłkarz występujący na pozycji obrońcy we francuskim klubie Olympique Marsylia. Wychowanek Portuguesy, w trakcie swojej kariery grał także w takich zespołach, jak Santa Cruz, Red Bull Brasil, Ituano, Ponte Preta, Fluminense, Club Brugge oraz Santos.